# Garwin Sanford
Pour les articles homonymes, voir Garwin.
Garwin Sanford, né le 14 mars 1955, à Truro en Nouvelle-Écosse, est un acteur canadien.

## Biographie

### Carrière
Il est surtout connu pour son rôle de Narim, un Tollan, dans la série télévision Stargate SG-1, ainsi que le personnage Simon Wallace, dans Stargate Atlantis.
Il est aussi un artiste spécialisé dans l'art du portrait au crayon et à l'encre.

## Filmographie

### Cinéma
- 1990 : Mémoires suspectes (Unforgettable) de John Dahl : Joseph Bodmer
- 2002 : The Barber de Michael Bafaro : agent Crawley
- 2005 : Recette pour un Noël parfait : Clayr McNeill
- 2008 : Comme Cendrillon 2 : Une autre histoire de Cendrillon
- 2012 : The Secret : Robert

### Télévision

#### Séries télévisées
- 1984 - 1987 : Supercopter (Airwolf)
- 1985 : Le voyageur (The Hitchhiker) : Duncan
- 1985 - 1992 : MacGyver
- 1992 - 1998 : Highlander
- 1992 - 1994 : L'Odyssée fantastique ou imaginaire
- 1994 : La Légende d'Hawkeye : Capitaine Taylor Shields
- 1995 - 1999 : Sliders : Les Mondes parallèles
- 1995 - 2002 : Au-delà du réel (The Outer Limits)
- 1997 - 2002 : Invasion planète Terre
- 1997 - 2007 : Stargate SG-1 : Narim
- 2001 - 2011 : Smallville : Guest
- 2002 : Dark Angel : le Prêtre (S2E16)
- 2002 : Tru Calling : Compte à rebours : le père de Bridget (S1E08)
- 2004 - 2007 : Les 4400
- 2004 - 2009 : Stargate Atlantis : Simon Wallace
- 2005 - 2020 : Supernatural
- 2006 - 2012 : Eureka
- 2013 - Once Upon a Time in Wonderland : le Roi Rouge (S1E05)

#### Téléfilms
- 2005 : Supervolcano : Bob Mann
- 2006 : L'Apprenti de Merlin : Lord Weston
- 2010 : Écran de fumée (Sandra Brown's Smoke Screen) : Gary